# Scedella incurva
Scedella incurva es una especie de insecto del género Scedella de la familia Tephritidae del orden Diptera.

## Historia
Munro la describió científicamente por primera vez en el año 1957.